# Stanley Fields
Pour les articles homonymes, voir Fields et Agnew.
Stanley Fields est un acteur américain, de son vrai nom Walter Leslie Agnew (Walter L. Agnew), né le 20 mai 1883 à Allegheny (en) (incorporé depuis à Pittsburgh, Pennsylvanie, États-Unis), mort le 23 avril 1941 à Los Angeles (Californie, États-Unis).

## Biographie
Sous le pseudonyme de Stanley Fields, il débute au théâtre au cours des années 1900 et joue surtout dans le répertoire du vaudeville. À Broadway (New York), il collabore à deux comédies musicales, la première de George M. Cohan en 1908, la seconde en 1911-1912.
Au cinéma, entre 1929 et 1941 (année de sa mort brutale d'une crise cardiaque), il apparaît comme second rôle de caractère, dans cent-cinq films américains de genres variés, notamment la comédie, le western (ex. : La Ruée vers l'Ouest en 1931) et le film musical. Son physique typé et imposant d'ancien boxeur le conduit entre autres à interpréter des truands, dans des films de gangsters. Ainsi, dans Le Petit César en 1931, il personnifie le caïd Sam Vettori, face à Edward G. Robinson. Et dans Casbah en 1938 (remake de Pépé le Moko, sorti en 1937), il reprend le rôle de Carlos — tenu par Gabriel Gabrio dans le film français pré-cité —, un des acolytes de Pépé (Charles Boyer, succédant pour sa part à Jean Gabin).

## Théâtre
Comédies musicales jouées à Broadway
- 1908 : Fifty Miles from Boston, musique, lyrics, livret et mise en scène de George M. Cohan
- 1911-1912 : The Red Widow, musique de Charles J. Gebest, lyrics et livret de Channing Pollock et Rennold Wolf

## Filmographie partielle
- 1929 : Les Nuits de New York (New York Nights) de Lewis Milestone
- 1930 : La Rue de la chance (Street of Chance) de John Cromwell
- 1930 : Ladies Love Brutes de Rowland V. Lee
- 1930 : Hook, Line and Sinker d'Edward F. Cline
- 1930 : L'Amérique a soif (See America Thirst) de William J. Craft
- 1930 : The Border Legion d'Otto Brower et Edwin H. Knopf
- 1930 : Mammy de Michael Curtiz
- 1930 : Une belle brute (Manslaughter) de George Abbott
- 1930 : Son homme (Her Man) de Tay Garnett
- 1930 : Hook, Line and Sinker d'Edward F. Cline
- 1931 : A Holy Terror d'Irving Cummings
- 1931 : Cracked Nuts d'Edward F. Cline

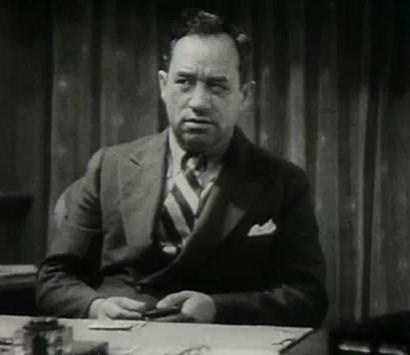
Dans Le Petit César (1931)

- 1931 : Le Petit César (Little Caesar) de Mervyn LeRoy
- 1931 : Skyline de Sam Taylor
- 1931 : Trapped (en)  de Bruce M. Mitchell
- 1931 : La Ruée vers l'Ouest (Cimarron) de Wesley Ruggles
- 1931 : Les Carrefours de la ville (City Streets) de Rouben Mamoulian
- 1931 : Way Back Home de William A. Seiter
- 1932 : Girl of the Rio (en) de Herbert Brenon
- 1932 : Two Kinds of Women de William C. de Mille
- 1932 : Girl Crazy de William A. Seiter
- 1932 : Destry Rides Again de Benjamin Stoloff
- 1932 : The Mouthpiece (en) de James Flood et Elliott Nugent
- 1932 : The Painted Woman de John G. Blystone
- 1932 : Voyage sans retour (One Way Passage) de Tay Garnett
- 1932 : Rackety Rax d'Alfred L. Werker
- 1932 : Sherlock Holmes, de William K. Howard
- 1932 : Hell's Highway de Rowland Brown et John Cromwell
- 1932 : Le Roi de l'arène ou Kid d'Espagne (The Kid from Spain) de Leo McCarey
- 1933 : The Constant Woman, de Victor Schertzinger
- 1933 : L'Île du docteur Moreau (Island of Lost Souls) d'Erle C. Kenton
- 1933 : Destination inconnue (Destination Unknown) de Tay Garnett
- 1933 : He couldn't take it de William Nigh
- 1934 : Sing and Like it de William A. Seiter
- 1934 : Strictly Dynamite d'Elliott Nugent
- 1934 : Many Happy Returns de Norman Z. McLeod
- 1934 : Name the Woman, d'Albert S. Rogell
- 1934 : Kid Millions, de Roy Del Ruth
- 1935 : Helldorado de James Cruze
- 1935 : Baby Face Harrington de Raoul Walsh
- 1935 : Les Révoltés du Bounty (Mutiny on the Bounty) de Frank Lloyd
- 1935 : Aux frais de la princesse (The Daring Young Man) de William A. Seiter
- 1936 : C'était inévitable (It had to happen) de Roy Del Ruth
- 1936 : Sa Majesté est de sortie (The Kings steps Out) de Josef von Sternberg
- 1936 : Show Boat de James Whale
- 1936 : Ticket to Paradise d'Aubrey Scotto
- 1936 : Au seuil de la vie (The Devil is a Sissy) de W. S. Van Dyke
- 1936 : Le Joyeux Bandit (The Gay Desperado) de Rouben Mamoulian

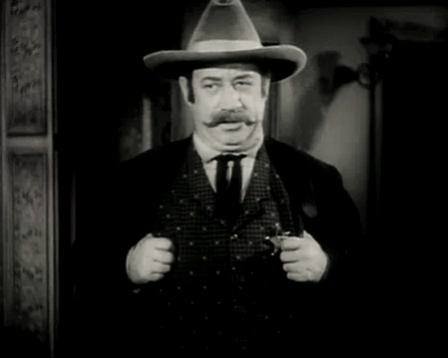
Dans Laurel et Hardy au Far West (1937)

- 1937 : Laurel et Hardy au Far West (Way Out West) de James W. Horne
- 1937 : Septième District (The Great O'Malley) de William Dieterle
- 1937 : Le Démon sur la ville (Maid of Salem) de Frank Lloyd
- 1937 : Midnight Court de Frank McDonald
- 1937 : Âmes à la mer (Souls at Sea) de Henry Hathaway
- 1937 : Hit Parade of 1937 de Gus Meins
- 1937 : Le Dernier Train de Madrid (Last Train from Madrid) de James Patrick Hogan
- 1937 : L'Or et la Chair (The Toast of New Orleans) de Rowland V. Lee et Alexander Hall
- 1937 : The Sheik steps Out d'Irving Pichel
- 1937 : All Over Town (en) de James W. Horne
- 1937 : Charmante Famille (Danger : Love at Work) d'Otto Preminger
- 1937 : Jeux de dames (Wife, Doctor and Nurse) de Walter Lang
- 1937 : Counsel for Crime de John Brahm
- 1937 : Nuits d'Arabie (Ali Baba goes to Town) de David Butler
- 1937 : Roll Along, Cowboy de Gus Meins
- 1937 : Une nation en marche (Wells Fargo) de Frank Lloyd
- 1938 : Le Retour d'Arsène Lupin (Arsène Lupin Returns) de George Fitzmaurice
- 1938 : Casbah (Algiers) de John Cromwell
- 1938 : Drôle d'équipe (Wide Open Faces) de Kurt Neumann
- 1938 : Un cheval sur les bras (Straight Place and Show) de David Butler
- 1938 : Les Aventures de Marco Polo (The Adventures of Marco Polo) d'Archie Mayo
- 1938 : Nuits de bal (The Sisters) d'Anatole Litvak
- 1938 : Painted Desert de David Howard
- 1938 : Trompe-la-mort (Flirting with Fate) de Frank McDonald
- 1939 : Blackwell's Island de William C. McGann et Michael Curtiz
- 1939 : Chasing Danger de Ricardo Cortez
- 1939 : The Kid from Kokomo (it) de Lewis Seiler
- 1939 : Exile Express d'Otis Garrett
- 1939 : Hells Kitchen d'Ewald André Dupont et Lewis Seiler
- 1939 : Pack Up Your Troubles de H. Bruce Humberstone :
- 1940 : Viva Cisco Kid de Norman Foster
- 1940 : King of the Lumberjacks de William Clemens
- 1940 : Ski Patrol (en) de Lew Landers
- 1940 : L'Île des amours (New Moon) de Robert Z. Leonard et W. S. Van Dyke
- 1940 : Wyoming de Richard Thorpe
- 1941 : Where did you get that Girl ? d'Arthur Lubin
- 1941 : Une femme à poigne (The Lady from Cheyenne) de Frank Lloyd
- 1941 : I'll sell my Life d'Elmer Clifton